# Guynia annulata
Guynia annulata is een rifkoralensoort uit de familie van de Guyniidae. De wetenschappelijke naam van de soort is voor het eerst geldig gepubliceerd in 1872 door Duncan.